# 赵阳 (1951年)
赵阳（1951年10月—），男，汉族，河南濮阳人，中华人民共和国政治人物，曾任国务院侨务办公室副主任，中国海外交流协会副会长，第十二届全国政协委员。